# Leucania pastearis
Leucania pastearis là một loài bướm đêm trong họ Noctuidae.